# Loeseneriella macrantha
Loeseneriella macrantha là một loài thực vật có hoa trong họ Dây gối. Loài này được (Korth.) A.C. Sm. mô tả khoa học đầu tiên năm 1941.